# 2025年马来西亚联邦政府财政预算案
《2025年马来西亚联邦政府财政预算案》是时任马来西亚首相署部长阿莎丽娜代表财政部于2024年10月15日提呈到马来西亚国会下议院的2025年度马来西亚联邦政府财政预算案。本次财政预算案的总预算为4210亿令吉，占国内生产总值（GDP）的20.2%，预计财政赤字为3.8%。
本次财政预算案以「昌明经济、繁荣国家、幸福人民」（Ekonomi MADANI, Negara Makmur, Rakyat Sejahtera）为主题，是团结政府在首相安华·依布拉欣领导下提出的第三份预算，也是第12马来西亚计划（2021-2025年）的最后一份预算案。2025年预算案专注于促进经济发展、掌握创新、确保财富公平分配，财案总拨款达4210亿令吉创下历年最高，也是第二次超过4000亿令吉的预算案。其中3350亿令吉是行政开销、860亿是发展开销，不包括20亿令吉的应急储备。

## 立法时间线
| 日期           | 机构       | 事件 |
| -------------- | ---------- | --- |
| 2024年10月15日 | 国会下议院 | 首相署法律事务部长阿莎丽娜代表因病缺席的首相兼财政部长安华·依布拉欣在国会下议院提呈《2025年供应法案》提交一读，以为3天后提呈的《2025年财政预算案》做准备。 |
| 2024年10月18日 | 国会下议院 | 首相兼财政部长安华·依布拉欣在国会下议院提呈《2025年财政预算案》提交二读。                                                                                  |
| 2024年10月21日 | 国会下议院 | 从该日起《2025年财政预算案》在政策阶段进行为期8天的辩论。                                                                                                  |
| 2024年11月6日  | 国会下议院 | 从该日起《2025年财政预算案》由部长进行为期4天的答辩会议。                                                                                                  |
| 2024年11月12日 | 国会下议院 | 《2025年财政预算案》政策层面阶段在国会以多数票通过 |
| 2024年11月13日 | 国会下议院 | 从该日起《2025年财政预算案》在委员会阶段进行为期12天的辩论。                                                                                               |
| 2024年12月3日  | 国会下议院 | 《2025年财政预算案》委员会阶段在国会通过口头表决通过 |

## 财政预算案概要[6][7]

### 公务员津贴类
- 56级及以下的公务员，包括合约公务员，将获得500令吉；退休公务员（包括没有退休金的公务员）则获250令吉，将于2月发放。

- 医务人员和牙医的随叫随到津贴将根据部门不同增加55至65令吉。

- 超过18亿令吉用于公务员宿舍的建设、维护和翻新。

- 提供500令吉用于56级及以下公务员的特别现金援助。

### 屋房发展类
- 为个人房屋贷款利息提供税务减免。价值不超过50万令吉的房屋将获得高达7000令吉税务减免，而价值介于50万至75万令吉之间的房屋，将获得高达5000令吉税务减免。

- 拨款近9亿令吉用于48个人民居住计划和14个Rumah Mesra Rakyat项目。

- 为超过57,000名首次购房者提供128亿令吉的担保，并为20,000名购房者提供100亿令吉的持续担保。

### 企业类
- 最低工资从每月1,500令吉提高到1,700令吉，自2025年2月1日起生效。

- 在马来西亚交易所百强企业中尚未能达到指定的女性董事比率，政府将最后期限展延至2027年。

- 对于雇员少于5人的雇主，新工资的执行将推迟六个月（从2025年8月1日开始）。

- 拨款2亿令吉用于实施渐进式工资政策。

- GiatMara将为3,000名零工提供短期培训。

- EPF i-Saraan奖励从15%提高到20%，但每年上限为500令吉或一次上限为 5,000 令吉。

- 政府计划分阶段强制外籍员工缴纳公积金（EPF）。

- 从事「复杂智能物流活动」的物流公司，将获得为期5年的60%投资税务减免。

### 工业和商业
- 2025年初将实施多级征税，以减少对外籍工人的依赖。

- 提供2亿令吉用于退休基金局（KWAP）投资本地初创企业。

- 提供5000万令吉的配套补助金，用于本地企业家的数字化。

- 拨款32亿令吉用于Tekun和BSN的小额贷款，用于小商贩，包括残疾人、华裔和土著社区。

- 8亿令吉的Mara和PUNB资金用于土著企业家，包括工匠。

- 拨13亿令吉支持G1-G4级承包商，特别是土著承包商，承接中小型项目如道路建设，以及公共设施的维修与维护。

- 提供超过1亿令吉的投资匹配，支持本地电气与电子、特种化学品和医疗设备领域的本地供应商发展。

### 农业和粮食安全
- 拨款3亿令吉用于与州政府合作开展农业项目，以提高当地粮食产量。

- 拨款10亿令吉用于控制价格和商品供应的举措。

### 旅游与文化类
- 拨款5.5亿令吉用于加强2026年马来西亚旅游年的推广和活动。

- 耗资1.1亿令吉用于改善旅游设施、争取联合国教科文组织对各种文化遗址的提名以及建立生态旅游合作。

- 提供6亿令吉用于修复吉隆坡的主要文化遗址。

- 拨款5000万令吉用于马来西亚语文和文学部，以促进语言和文学活动。

### 社会发展类
- 拨款67亿令吉和59亿令吉给予沙巴和砂拉越作为发展资金。

- 到2025年，沙巴和砂拉越的特别补助金将翻倍至6亿令吉。

- 超过2亿令吉用于飞往沙巴和砂拉越内陆地区的航班。

- 耗资2亿5300万令吉扩建斗湖和美里机场。

- 耗资10亿令吉建造砂拉越癌症中心。

- 提供1亿令吉用于为农村社区提供流动诊所等服务。

- 拨款29亿令吉用于升级农村地区的基本基础设施。

- 用于原住民的3.3亿令吉拨款增至3.8亿令吉。

- 拨款8400万令吉用于升级新村设施。

- 为马来西亚城（Bandar Malaysia）开发项目中的50英亩土地划定为马来保留地。

- 拨款1亿令吉用于维护和升级全国各地的小商店（Warung）和巴刹。

- 政府为Felda、Felcra和Risda提供的拨款，从2024年的24亿令吉，增至26亿令吉。

- 为了努力转型为低碳城市，政府在5公里长的人行道和停车场沿线安装屋顶太阳能装置。

- 国家能源转型基金拨款将从2024年的1亿令吉增至3亿令吉。净能源计量（NEM）下的屋顶太阳能配额分配申请也延长至2025年6月30日。

- 绿色技术融资计划将持续到2026年，资金为10亿令吉。

### 公共教育类[8]
教育部依然是获得最高拨款的部门，获得拨款总额为641亿令吉。高等教育部获得180亿令吉拨款。
- 20亿令吉用于升级和维护全国学校。

- 全国44所新学校的建设2025年动工。

- 拨款8.7亿令吉用于学校辅食计划。

- 拨款8亿令吉用于早期教育援助。

- 拨款40亿令吉用于奖学金、贷款和教育津贴。

- 国家高等教育基金（PTPTN）为公立大学STEM 相关课程的学生提供5亿令吉。

- 国家教育储蓄计划（SSPN）净存款的个人所得税减免，再延长3年。

- 国民投资机构（PNB）将在昌明精明理财计划（Program Celik Madani），为10万名继续深造的新生每人提供50令吉。

- 拨款2,000万令吉给玛拉工艺大学（UiTM），以培养更多半导体领域的工程师。

- 拨款5000万令吉用于在所有研究型大学教授人工智能相关科目。

- 拨款6亿令吉用于高等教育和科学、技术和创新部的研究和开发。

- 拨款75亿令吉用于TVET。

- 向GiatMara和社区学院拨款5500万令吉，在五年内培训Tahfiz和Pondok学校的10,000名儿童。

- 马来西亚通讯部拨款1.2亿令吉，以改善公立大学、学校、军营和政府机构的互联网连接。

- 耗资3亿令吉兴建两所新的特殊需要学校，其中一所专门针对自闭症学校。

- 人力资源发展机构（HRD Corp）投入30亿令吉，提供300万个培训机会。

### 医疗与卫生类
马来西亚卫生部是获得第二大拨款的部门，为453亿令吉。
- 拨款13亿5000万令吉用于维护和修理医疗设施。

### 公共安全类
- 马来西亚国防部获得212亿令吉拨款。

- 马来西亚内政部获得195亿令吉拨款。

- 提供58亿令吉用于维护和修理武装部队的资产。

- 马来西亚反贪污委员会的拨款从3.38亿令吉增加到3.6亿令吉。

- 拨款2000万令吉用于加强国家诈骗应对中心（NSRC）。

- 为国家网络安全局（Nacsa）增加100名员工，并额外拨款1000万令吉。

### 交通类[9]
- 斥资28亿令吉维护联邦公路，并提供55亿令吉大马道路档案系统（MARRIS）资金用于修建各州道路基础设施。

- 为My50月票及珍珠通行卡（Pas Mutiara）补贴拨出2亿2600万令吉，预计将惠及超过18万名使用者，主要集中于巴生谷和北部地区。

- 拨款2200万令吉用于非经济效益列车（TTE）补贴方面，以支援东海岸的道北县（Tumpat）至立卑（Kuala Lipis）路段，并扩展至金马士（Gemas），以进一步促进城乡地区之间的交通连接。

- 为阶段巴士服务转型 (SBST) 计划拨款超过 2.7 亿令吉，该计划将增强各州主要城市的公共交通服务。

- 政府通过与政府关联公司 (GLC) 和私营部门合作伙伴的合作，升级巴生谷的100个巴士站。

- 继续推行My50无限次乘搭公共交通月票措施，惠及巴生谷的18万名国家基建公司旗下巴士乘客和铁路使用者。

### 税收类
- 从5月1日起，对鲑鱼和鳄梨等优质进口食品征收销售税。

- 从1月1日起，含糖饮料的国产税将上调每公升40仙。目前的糖税为每公升50仙。

- 服务税扩大到包括商业服务，包括收费金融服务等业务。

- 扩大后的销售及服务税（SST）于2025年5月1日开始全面实施。

- 从2025评估年开始，个人股东赚取超过 10万令吉的股息收入需缴纳2%税。

- 2026年对钢铁和能源行业征收碳税，以鼓励使用低碳技术。

- 教育和医疗保险费的个人所得税减免额提高至4,000令吉。

- 海外收入免税期限延长至2036年12月31日。

- 雇用重返职场的女性的雇主可享受额外50%的税收减免。

- 西马半岛棕油暴利税征收门槛提高至每吨3150令吉，沙巴和砂拉越则提高至3650令吉。从2024年11月1日起，政府将调整原棕油的市场价格结构和出口税率。沙巴和砂拉越原棕油出口的现行待遇将保持不变。

### 社会津贴类
- RON95汽油的定向补贴于2025年中期实施。

### 援助金类
慈悯援助金（Sumbangan Tunai Rahmah）和慈悯基本援助金（Sumbangan Asas Rahmah）计划下的现金拨款，从100亿令吉提高至130亿令吉，预计覆盖全国60%成年人口：
- 单身人士可获得600令吉。

- 社会福利部将获得29亿令吉，而2024年为24亿令吉。

- 老年人援助从每月500令吉增加到600令吉。

- 低收入家庭每名6岁及以下儿童可获得250 令吉援助；每名7至18岁儿童可获得200令吉援助。但每个家庭的上限为1,000令吉。

- 联邦直辖区一般援助从每月100令吉提高至150令吉，每个家庭最高500令吉。

- 拨款3亿令吉用于加强Rahmah计划，以合理的价格提供必需品。

- 2.5亿令吉用于让更多低收入人群参与人民收入计划（IPR）。

- 残疾工人援助的收入资格放宽至每月1,700令吉。

- 残疾夫妇的额外税收减免提高至6,000令吉。

- 有未婚残疾子女的纳税人的额外税收减免提高至8,000令吉。

- 退伍军人的援助从300令吉提高至500令吉。

### 公积金类
- 雇员公积金局（EPF）的自愿储蓄退休金计划（i-Saraan）自愿缴纳额配对补贴从15%提高至20%，每年最高限额为500令吉，终身限额为5000令吉。

### 体育类
- 拨款5000万令吉用于国家服务培训计划（PLKN）3.0。

- 2500万令吉用于Rakan Muda计划。

- 2.3亿令吉用于国家体育发展。

- 1500万令吉用于马来亚之虎以及18岁以下和13岁以下球队。

### 灾害管理
- 拨款1.5亿令吉用于缓解山洪暴发。

- 拨款6亿令吉用于国家灾害管理局应对洪水灾害。

- 耗资2.5亿令吉用于全国斜坡修复。

- 提供2000万令吉用于GLIC和GLC基金会，为洪水受害者提供援助。

### 伊斯兰事务
- 拨款20亿令吉用于伊斯兰事务。

- 清真发展公司将与马来西亚贸易发展局合并。

- 提供1亿令吉配套补助金，鼓励开发新的伊斯兰金融解决方案。

- 马来西亚教育与培训部将聘请100名清真审计师。

- 拨款2亿令吉用于城市发展局，在waqf土地上开发经济适用房。

- 拨款3500万令吉用于Kafa教师、伊玛目和相关人员。

### 法律和司法改革类
- 法律事务部门的拨款从1.94亿令吉增加到2.09亿令吉。

- 国家审计部门的拨款从1.73亿令吉增加到2亿令吉。

- 政府成立法律改革委员会，更新商业法。

- 拨款6000万令吉用于司法部门升级其基础设施，包括E-Kehakiman系统。

- 2500 万令吉用于特别机构改革工作组 (STAR)。

## 争议

### 财政预算案演讲稿出现司法问题
首相兼财政部长安华·依布拉欣在国会提呈2025年财政预算案演讲稿中，有一段「关于政府希望给予所有人「第二次机会」，将制定一项新法案，允许犯下特定罪行的囚犯，可以申请居家拘留作为替代刑罚。囚犯在拘留期间必须被安置在被认为合适的拘留场所，例如住宅、疗养院或工人宿舍，由监狱官员设定和监督的条件」的内容。但安华在国会下议院演讲时并没有读出上述部分，掀起争议。
内政部长赛夫丁纳苏迪安之后在吉兰丹州马樟举行的一次活动中作出回应，表示有关居家服刑的新法案将于2025年提呈国会，并称内阁已原则上批准推出上述法案，由总检察署和监狱局总监诺丁莫哈末（Nordin Muhamad）作为利益相关者制定该法案。他指出该法案的起草不会涉及对《1995年监狱法》的修改，而是作为一项全新的法律引入。
人民公正黨巴西古当国会议员哈山卡林指出，虽然安华是直接跳过这段不念，但财政预算案应该聚焦经济和财政，批评这一提案为何在财政预算案演讲稿中出现法律改革或跟监禁相关的内容。他进一步质疑，这是否是为了争取公众同意修改法律以减轻对某些「特定精英群体」的惩罚的初步准备，以减轻他们的刑罚，还询问应被判处居家拘留的刑事犯罪的「类型」，是否也涵盖因腐败和失信而被定罪的人。马来西亚民主联合阵线（MUDA）质疑2025年财政预算案演讲中包含的软禁法案是否旨在让某些政党受益，MUDA中委周铨洋（Dobby Chew）表示，此类法律不适合那些犯有严重罪行的人，并指政府在努力解决监狱人满为患的问题时，在起草该法案的过程中需要保持透明。
专栏作者莫辛·阿布都拉（Mohsin Abdullah）表示，对于居家拘留问题出现在由首相兼财政部长安华发表的2025年财政预算案演讲中感到惊讶和奇怪，虽然安华在财政预算案的演讲时并没有读到这部分内容，但对于把居家拘留问题放在演讲稿中的做法表示质疑。他对于内政部长赛夫丁随后宣布一项与居家拘留有关的新法案将于明年提交国会，显示「所有系统都在运行」，质疑安华为何没有在他的演讲中读到这一点。莫辛·阿布都拉也引述巴西古当国会议员哈山卡林对于居家拘留的质问指出，希望安华不要继续这种倒退的议程，并认为给予囚犯「第二次机会」是一件崇高且确实令人鼓舞的事情，但前提是他们在监狱中服刑完毕，指出所谓「第二次机会」应是囚犯服刑完后的前途安排。专栏作者哈菲兹·哈桑（Hafiz Hassan）表示，在2025年预算演讲中，首相安华宣布政府计划引入一项新法律，使罪犯能够在家中而不是在监狱中服刑，在预算演讲中宣布这样的消息有点奇怪，质疑该法律和预算案有什么关系，但欢迎作为体制改革的一部分。
专栏作者拉文·帕拉尼萨米（Ravin Palanisamy）认为，首相安华在2025年预算演讲中突然决定引入一项允许居家拘留的新法律提案，引发民众对政治操纵的质疑，尤其是当前一名备受瞩目的罪犯喋喋不休地要求被允许在居家服完剩余刑期的时侯。拉文·帕拉尼萨米表示，拟议的法案旨在让涉及一个马来西亚发展有限公司丑闻（1MDB）的前首相纳吉·阿都拉萨出狱并实现他的愿望，让他在其豪华的家中服完剩余的刑期，并认为首相安华事实上严重依赖时任巫统主席阿末扎希的支持，以确保安华实现成为首相的长期抱负，而扎希则必须向巫统成员兑现承诺，即为纳吉“伸张正义”，以安抚其它支持纳吉的巫统领袖。

### 财政预算案演讲创新词汇
首相安华·依布拉欣在提交2025年财政预算案时所使用的语言问题，在国会下议院引起轩然大波，他在10月18日财政预算演讲时使用27次「Ketimbang」的词语。他解释使用该新词汇是为了普及马来语，其含义解释的视频也在社交媒体上疯传。
社交媒体上流传的「ketimbang」一词引起质疑该词是否来自印尼。土著团结党乌鲁登嘉楼国会议员罗索华希表示无法从国语字典中查获该词，并表示从网上看到的意思是“撒尿”、“撒谎”和“聊天”。伊斯兰党巴西马国会议员阿末法德里表示，在其查阅的字典中没有找到「ketimbang」一词，他促请为安华撰写演讲稿的人士需确保所用的词汇是正确无误，在考量到研究生在学术论文中或会以财案作为参考文献，演词理应只用值得关注的字眼，并非安华喜欢使用的夸张且现代化的词汇。
马来西亚国家语文出版局随后在10月24日宣布，将把该词纳入第二版的《马来语词典》（Kamus Dewan Perdana）中。管理员解释「ketimbang」是个介词（kata sendi nama），用于表示事务间的差距和比较，义同马来语的「berbanding dengan」或「daripada」，并指该单词可以通过马来文学参考中心的在线词典（prpm.dbp.gov.my）进行搜索。

## 备注
1. ↑  第一次超过的是2024年修订后的财政预算案，总预算为4075亿令吉[3]。